# Hypoplexia mictochroa
Hypoplexia mictochroa är en fjärilsart som beskrevs av George Francis Hampson 1920. Hypoplexia mictochroa ingår i släktet Hypoplexia och familjen nattflyn. Inga underarter finns listade i Catalogue of Life.